# عبد الرزاق طبيشات
عبد الرزاق بديوي طبيشات (1936 - 21 يوليو 2025) طبيب ورئيس بلدية سابق وبرلماني ووزير أردني سابق من مواليد إربد. يحمل شهادة البكالوريوس في الطب من جامعة إسطنبول. كان عضوا في مجلس النواب الثاني عشر والثالث عشر وعضو مجلس الأعيان السابع والعشرون. 

## الخبرات العملية
- طبيب في القوات المسلحة
- طبيب في عيادة خاصة في اربد
- مدير للشؤون الصحية في بلدية اربد
- رئيس لبلدية اربد لمدة 12 عام ثلاث دورات انتخابية متتابعة.
- نائب في البرلمان لدورتين 1993و1997
- عضو في مجلس الأعيان 2003

## الحقائب الوزارية
- وزير الشؤون البلدية والقروية والبيئة في حكومة طاهر المصري.
- وزير الشؤون البلدية والقروية والبيئة في حكومة زيد بن شاكر الثانية.
- وزير الشؤون البلدية والقروية والبيئة في حكومة عبد الكريم الكباريتي.
- وزير الشؤون البلدية والقروية والبيئة في حكومة علي أبو الراغب الأولى.
- وزير الشؤون البلدية في حكومة علي أبو الراغب الثانية.
- وزير الشؤون البلدية في حكومة علي أبو الراغب الثالثة.
- رئيس جمعية مبرة الملك حسين الخيرية في إربد.
- عضو مؤسس لحزب الجبهة الأردنية الموحدة.
- رئيس المجلس الوطني لحزب الجبهة الأردنية الموحدة.

## وفاته
توفي يوم الإثنين 21 يوليو 2025 عن عمر ناهز 89 عامًا.